# Kubok Rossii 2022-2023 (calcio a 5)
La Coppa di Russia 2022-2023 è stata la 31ª edizione del torneo. La competizione si è giocata dal 14 ottobre 2022 al 16 febbraio 2023 e ha coinvolto, oltre ai dieci club di Superliga, anche le migliori sei formazioni di Vysšaja Liga. Il Sinara ha vinto per la terza volta la Coppa, superando in finale il KPRF Mosca.

## Ottavi di finale
Gli incontri di andata si sono disputati dal 14 ottobre al 4 novembre 2022, quelli di ritorno dal 22 ottobre al 5 novembre a campi invertiti. Negli accoppiamenti che oppongono squadre di categorie differenti, entrambi gli incontri sono stati giocati in casa della squadra di Vysšaja Liga.
| Squadra 1         | Totale  | Squadra 2         | Andata | Ritorno |
| ----------------- | ------- | ----------------- | ------ | ------- |
| Kristall          | 4 - 11  | Ukhta             | 2 - 6  | 2 - 5   |
| Sibirjak          | 10 - 10 | Novaja Generacija | 7 - 6  | 3 - 4   |
| Zarja Jakutsk     | 2 - 17  | Noril'skij Nikel' | 2 - 8  | 0 - 9   |
| Futbol-Chokkej NN | 3 - 18  | KPRF Mosca        | 1 - 7  | 2 - 11  |
| LKS Lipeck        | 9 - 3   | Tjumen'           | 5 - 2  | 4 - 1   |
| Kuzbass           | 3 - 8   | Gazprom Jugra     | 1 - 4  | 2 - 4   |
| Sib-Tranzit       | 7 - 11  | Torpedo NN        | 1 - 6  | 4 - 5   |
| IrAero            | 6 - 15  | Sinara            | 4 - 6  | 2 - 9   |

## Quarti di finale
Gli incontri di andata si sono disputati il 19 novembre 2022, quelli di ritorno tra il 20 novembre e il 28 gennaio 2023 a campi invertiti. Negli accoppiamenti che oppongono squadre di categorie differenti, entrambi gli incontri sono stati giocati in casa della squadra di Vysšaja Liga.
| Squadra 1         | Totale | Squadra 2         | Andata | Ritorno |
| ----------------- | ------ | ----------------- | ------ | ------- |
| LKS Lipeck        | 4 - 10 | Noril'skij Nikel' | 1 - 6  | 3 - 4   |
| Ukhta             | 8 - 10 | KPRF Mosca        | 5 - 7  | 3 - 3   |
| Novaja Generacija | 6 - 11 | Gazprom Jugra     | 1 - 8  | 5 - 3   |
| Torpedo NN        | 9 - 16 | Sinara            | 4 - 5  | 5 - 11  |

## Fase finale
La fase finale si è svolta il 25 e il 26 febbraio 2023 presso il Palazzo degli sport di squadra di Ekaterinburg. Gli accoppiamenti delle semifinali sono stati definiti tramite sorteggio.

### Tabellone
|  | Semifinali        | Semifinali        | Semifinali |            |        | Finale            | Finale            | Finale          |  |
|  |                   |                   |            |            |        |                   |                   |                 |  |
|  | Sinara            | Sinara            | 4          |            |        |                   |                   |                 |  |
|  | Sinara            | Sinara            | 4          |            |        |                   |                   |                 |  |
|  | Noril'skij Nikel' | Noril'skij Nikel' | 1          |            |        |                   |                   |                 |  |
|  | Noril'skij Nikel' | Noril'skij Nikel' | 1          |            | Sinara | Sinara            | 5                 |                 |  |
|  |                   |                   |            |            | Sinara | Sinara            | 5                 |                 |  |
|  |                   |                   | KPRF Mosca | KPRF Mosca | 3      |                   |                   |                 |  |
|  | Gazprom Jugra     | Gazprom Jugra     | KPRF Mosca | KPRF Mosca | 3      | 3 (2)             |                   |                 |  |
|  | Gazprom Jugra     | Gazprom Jugra     |            |            |        | 3 (2)             |                   |                 |  |
|  | KPRF Mosca        | KPRF Mosca        | 3 (4)      |            |        | Finale 3º posto   | Finale 3º posto   | Finale 3º posto |  |
|  | KPRF Mosca        | KPRF Mosca        | 3 (4)      |            |        |                   |                   |                 |  |
|  |                   |                   |            |            |        |                   |                   |                 |  |
|  |                   |                   |            |            |        | Noril'skij Nikel' | Noril'skij Nikel' | 4               |  |
|  |                   |                   |            |            |        | Noril'skij Nikel' | Noril'skij Nikel' | 4               |  |
|  |                   |                   |            |            |        | Gazprom Jugra     | Gazprom Jugra     | 5               |  |

### Semifinali
| Arbitri: | Grigorij Zelencov Sergej Mostovoj Vitalij Grošev |

|                                           |                      |                                             |
| Asadov 24’ (aut.) Šisterov 27’ Švedko 39’ | Marcatori            | 11’ Dener 23’ Abramovič 38’ (aut.) Katata   |
| Šisterov João Guilherme Vinogradov Katata | Tiri di rigore 2 – 4 | Ximbinha Lyskov Zabolonkov Abramovič Asadov |

| Arbitri: | Vladimir Kadykov Vitalij Grošev Sergej Mostovoj |

|                                                |           |           |
| Valeev 7’ Abramov 13’ Ivanov 22’ Prudnikov 43’ | Marcatori | 30’ Nando |

### Finale 3º posto
| Arbitri: | Vitalij Grošev Sergej Mostovoj Vladimir Kadykov |

|                                         |           |                                                  |
| Nando 11’, 34’ Sanosyan 40’ Kudziev 43’ | Marcatori | 2’ Simakov 5’ Ponkratov 19’ Chimba 37’, 45’ Dudu |

### Finale
| Arbitri: | Grigorij Zelencov Vladimir Kadykov Sergej Mostovoj |

|                                                  |           |                            |
| Dëmin 21’ Karpov 43’, 50’ Valeev 53’ Abramov 60’ | Marcatori | 3’, 18’ Ximbinha 22’ Dener |